# Marzotto Hockey Valdagno 1956
Questa voce raccoglie le informazioni riguardanti il Marzotto Hockey Valdagno nelle competizioni ufficiali della stagione 1956.

## Maglie e sponsor
| 1ª divisa |